# Cylindrosybra albomaculata
Cylindrosybra albomaculata là một loài bọ cánh cứng trong họ Cerambycidae.